# Kleingraben
Kleingraben (früher auch Graben) ist ein Weiler und eine Katastralgemeinde der Marktgemeinde Asperhofen in Niederösterreich.

## Geografie
Der Weiler liegt 5 Kilometer südöstlich von Asperhofen und ist über die Landesstraße L2243 erreichbar.

## Geschichte
Im Franziszeischen Kataster von 1821 ist Kleingraben mit zwei Gehöften verzeichnet – damals hieß der Ort Graben.